# Nomada gyangensis
Nomada gyangensis är en biart som beskrevs av Cockerell 1911. Nomada gyangensis ingår i släktet gökbin, och familjen långtungebin. Inga underarter finns listade i Catalogue of Life.